# 心神喪失等の状態で重大な他害行為を行った者の医療及び観察等に関する法律
心神喪失等の状態で重大な他害行為を行った者の医療及び観察等に関する法律（しんしんそうしつとうのじょうたいでじゅうだいなたがいこういをおこなったもののいりょうおよびかんさつとうにかんするほうりつ、平成15年7月16日法律第110号）は、心神喪失等の状態で、重大な他害行為を行い無罪等になった精神障害者に対する審判手続に関する日本の法律である。通称は心神喪失者等医療観察法、医療観察法。
制定は2003年（平成15年）、施行は2005年。主務官庁は厚生労働省社会・援護局精神保健福祉課で、法務省矯正局更生支援管理官および最高裁判所事務総局刑事局などと連携して執行にあたる。

## 概要
心神喪失等の状態で重大な他害行為を行った者に対し、その適切な処遇を決定するための手続等を定めることにより、継続的かつ適切な医療並びにその確保のために必要な観察及び指導を行うことによって、その病状の改善及びこれに伴う同様の行為の再発の防止を図り、もってその社会復帰を促進することにある（第1条第1項）。本法の対象となる重大な他害行為は殺人、重大な傷害、強盗、強制性交等、強制わいせつ、および放火の各犯罪行為が該当し、傷害以外のものは未遂罪を含む（第2条第1項）。
略称は、「心神喪失者等医療観察法」、「医療観察法」。この医療観察制度は欧米、特にイギリスの司法精神医療をモデルにした。

## 法律構成
出典:
- 第一章　総則
  - 第一節　目的及び定義（第一条・第二条）
  - 第二節　裁判所（第三条―第十五条）
  - 第三節　指定医療機関（第十六条―第十八条）
  - 第四節　保護観察所（第十九条―第二十三条）
  - 第五節　保護者（第二十三条の二・第二十三条の三）
- 第二章　審判
  - 第一節　通則（第二十四条―第三十二条）
  - 第二節　入院又は通院（第三十三条―第四十八条）
  - 第三節　退院又は入院継続（第四十九条―第五十三条）
  - 第四節　処遇の終了又は通院期間の延長（第五十四条―第五十八条）
  - 第五節　再入院等（第五十九条―第六十三条）
  - 第六節　抗告（第六十四条―第七十三条）
  - 第七節　雑則（第七十四条―第八十条）
- 第三章　医療
  - 第一節　医療の実施（第八十一条―第八十五条）
  - 第二節　精神保健指定医の必置等（第八十六条―第八十八条）
  - 第三節　指定医療機関の管理者の講ずる措置（第八十九条―第九十一条）
  - 第四節　入院者に関する措置（第九十二条―第百一条）
  - 第五節　雑則（第百二条・第百三条）
- 第四章　地域社会における処遇
  - 第一節　処遇の実施計画（第百四条・第百五条）
  - 第二節　精神保健観察（第百六条・第百七条）
  - 第三節　連携等（第百八条・第百九条）
  - 第四節　報告等（第百十条・第百十一条）
  - 第五節　雑則（第百十二条・第百十三条）
- 第五章　雑則（第百十四条―第百十六条）
- 第六章　罰則（第百十七条―第百二十一条）
- 附則

## 立法の経緯
上記の重大な他害行為を行い、刑法第39条の心神喪失により不起訴または無罪判決となった場合、従来は精神保健及び精神障害者福祉に関する法律第29条による、精神保健指定医の『措置入院制度』が適用されてきた。
しかし、措置入院や緊急措置入院制度は、症状によって他害のおそれがなくなった場合には、精神保健福祉法により直ちに症状消退の届出をして、退院させることが義務づけられており、症状が出現してはすぐに消えた後に、再び症状が出現するといった場合には対応できていなかった。
附属池田小事件の元死刑囚である宅間守に、措置入院歴があったこともきっかけとなり、当時の自民党および与党が「心神喪失者等の触法及び精神医療に関するプロジェクトチーム（自民党座長：熊代昭彦、与党座長：佐藤剛男）」を作り、法整備に向けて急速に動き出した。
各プロジェクトチームの提案を受け、2002年3月15日に与党案を基礎としたこの法律の案を閣議決定した。結果、心神喪失で重大な他害行為を行った者については、裁判官と精神保健審判員（精神保健判定医）による合議で審判を行い、一定期間の入院させて治療させることを含めた処遇を決定する医療観察制度を規定する法律がつくられた。精神保健参与員は、審判において精神保健福祉の観点から必要な意見を述べる。なお、この制度は日本で初めての参審制ともいわれる。
日本の触法精神障害者に対する法の不備については、日本精神科病院協会が指摘し、新法制定を訴えてきた経緯がある。日精協誌上で何度か特集を組み注意の喚起を行ってきていた。一方、日本弁護士連合会（日弁連）は、閣議決定されたこの法律案に対し、保安処分になりかねないと反対声明を出している。

## 審判手続
検察官は、以下の場合は、明らかに医療を受けさせる必要がない場合を除いて、処遇の決定を申立てをしなければならない（第33条）。
- 被疑者が対象行為を行ったが、心神喪失ないし心神耗弱を理由に不起訴処分としたとき
- 心神喪失を理由に無罪となる確定裁判があったとき
- 心神耗弱を理由に刑が減軽された確定裁判があったとき（執行すべき刑期がある実刑判決は除く）

裁判所での手続は、裁判官と精神保健審判員（精神保健判定医）各1名の合議体で取り扱う（第11条）。対象者には、弁護士である付添人が必ず付けられる（第35条）。
裁判所は、処遇の決定の申立てがあった場合、明らかに医療を受けさせる必要がない場合を除き、鑑定や医療観察のための入院を命じなければならない（第34条、鑑定入院命令）。そして、裁判所は、明らかに不要な場合を除き、医療を受けさせるために必要か否かを鑑定しなければならない（第37条）。
裁判所は、対象者に、対象行為を行ったこと、心神喪失者ないし心神耗弱者であること、対象行為を行った際の精神障害を改善しこれに伴って同様の行為を行うことなく社会に復帰することを促進するため医療を受けさせる必要性があることのいずれもが認められれば、入院決定、通院決定を行い、そうでない場合は医療を行わない決定を行う（第42条第1項）。このほか、対象行為を行っていない場合、心神喪失者や心神耗弱者ではない場合、申立て自体が不適法である場合は、却下決定がなされる（第40条、第42条第2項）。入院決定または通院決定を受けた者は、厚生労働大臣が定める指定入院医療機関・指定通院医療機関で医療を受ける（第43条第1項・第2項）。決定の裁判は、合議体2名の一致により行われる（第14条）。

## 処遇
処遇は、入院と通院に分けられており、保護観察所に配置された社会復帰調整官（精神保健福祉士など）を中心に、医療観察を行う枠組みがつくられた。
社会復帰調整官とは精神保健福祉等に関する専門的知識を活かして生活環境の調査・調整、精神保健観察等を行う法務省所属の一般職の国家公務員であり、資格は精神保健福祉士または精神障害者の保健及び福祉に関する高い専門的知識がある社会福祉士、保健師、看護師、作業療法士、臨床心理士で、大学卒業以上の学歴（学士）が必要である。

## 批判
日本弁護士連合会は「この制度によっても精神障害者の犯罪では十分に責任能力が検討されないままという問題が本質的に解決されたわけではなく、精神障害者の裁判を受ける権利（訴訟事実について争う権利）を奪う」と批判している。